# Insula Newman
Insula Newman este o insulă acoperită cu gheață lungă de 15 mile, fiind localizată în apropierea Ghețarului Nickerson, lângă coasta Țării lui Marie Byrd.